# Xenocàrides
Els xenocàrides (Xenocarida) és un clade dintre dels miracrustacis que agrupa els clades dels cefalocàrides i remipedis.